# Nationalparker i Danmark
Der har indtil 2007 ikke været nationalparker i Danmark, men den 29. juni 2007 udpegede miljøminister Connie Hedegaard Danmarks første nationalpark. Valget faldt på forslaget fra Thy, hvor et karakteristisk klit-, hede- og plantageområde var foreslået under navnet Nationalpark Thy. Danmark fik derfor sin første officielle nationalpark i 2008.
Nationalparker i Danmark er specielle ved, at natur og miljø i en dansk nationalpark ikke er beskyttet yderligere, end hvad allerede gældende bestemmelser fastsætter for området. De lever dermed ikke op til den internationale naturbeskyttelsesorganisation IUCNs kriterier, der (på engelsk) siger, at en nationalpark skal være et:
»Stort naturområde eller næsten kun naturområde sat af til at beskytte økologiske processer i stor skala i sammenhæng med arter og økosystemer, der er karakteristiske for området, og som også danner grundlag for miljømæssige og kulturelt kompatible åndelige, forskningsmæssige, uddannende og rekreationelle muligheder, samt muligheder for besøgende gæster.«
17. januar 2008 meddelte Miljøminister Troels Lund Poulsen, at partierne bag nationalparkloven var blevet enige om oprettelsen af fire nye nationalparker: Skjern Å , Mols Bjerge, Vadehavet og Kongernes Nordsjælland. Det skete efter et møde med forligspartierne bag aftalen om nationalparker, som tæller alle Folketingets partier på nær Enhedslisten. Enhedslisten ville ikke kalde områderne for nationalparker, da de som ovenfor nævnt ikke lever op til de internationale definitioner af nationalparker; de fandt loven for slap. Med valget af Thy som Danmarks første nationalpark i juni 2007 var Danmark dermed på vej mod at få 5 nationalparker.
Iværksættelsen af projekterne var planlagt til at ske i løbet af 2008 og 2009. De fire nye nationalparker skulle igangsættes trinvist, således at oprettelsen af Mols Bjerge skulle ske i foråret 2008, Skjern Å i efteråret 2008, Vadehavet i foråret 2009 og Kongernes Nordsjælland i efteråret 2009. Planerne blev dog forsinkede.

## Danmarks nationalparker
| Billede | Navn                                | Region      | Areal in km² | Etableret | Eksternt link                         |
| ------- | ----------------------------------- | ----------- | ------------ | --------- | ------------------------------------- |
|         | Nationalpark Thy                    | Nordjylland | 243.7        | 2008      | nationalparkthy.dk                    |
|         | Nationalpark Mols Bjerge            | Midtjylland | 180          | 2009      | nationalparkmolsbjerge.dk             |
|         | Nationalpark Vadehavet              | Syddanmark  | 1.459        | 2010      | nationalparkvadehavet.dk              |
|         | Nationalpark Skjoldungernes Land    | Sjælland    | 170          | 2015      | nationalparkskjoldungernesland.dk     |
|         | Nationalpark Kongernes Nordsjælland | Hovedstaden | 263          | 2018      | nationalparkkongernesnordsjaelland.dk |

## Organisation
En nationalpark ledes af en bestyrelse udpeget af Miljøministeren. Den skal bestå af 6-12 medlemmer, ledet af en formand, og sammensættes af repræsentanter fra staten, de berørte kommuner, Danmarks Naturfredningsforening, Friluftsrådet, den nationale turismeorganisation VisitDenmark, samt mindst en repræsentant fra skovbrugets og landbrugets organisationer.
Den daglige drift varetages af et sekretariat, der nedsættes af bestyrelsen, og der udarbejdes en plan for nationalparkens etablering og udvikling. Bestyrelsen nedsætter også et rådgivende organ, nationalparkrådet, der blandt andet skal sikre en bred lokal indflydelse. Nationalparkrådet udpeger 1-2 medlemmer til bestyrelsen, der dog ikke må være personer fra de organisationer, der allerede sidder i bestyrelsen.

## Historie

### Wilhjelmudvalget
Idéen med danske nationalparker stammer fra 2001, hvor den daværende industriminister Nils Wilhjelm (K) foreslog at man oprettede naturparker for at beskytte natur og biologisk mangfoldighed. På baggrund af udvalgets arbejde tog VK-regeringen initiativ til at sætte flere pilotprojekter i gang. I 2002 udsendte miljøminister Hans Christian Schmidt (V) forslag til flere kommuner for at høre om der var interesse for at huse nationalparker, og i de kommuner, der var positivt stemt, blev der igangsat undersøgelser ved lokale arbejdsgrupper.

### Pilotprojekter
Undersøgelserne mundede til sidst ud i udvælgelsen af syv områder som pilotprojekter for kommende nationalparker i Danmark. De syv områder var: Høje Møn, Kongernes Nordsjælland, Vadehavet, Mols Bjerge, Klithederne i Thy, Lille Vildmose og Læsø. Derudover finansierede Friluftsrådet yderligere tre forslag: Skjern Å, Åmosen i Vestsjælland og Roskilde/Lejre. I sommeren 2005 afleverede arbejdsgrupperne ti omfattende rapporter om forslag til en national følgegruppe.

### Den første nationalpark
Den 24. maj 2007 vedtog partierne i Folketinget, undtagen Enhedslisten, en generel lov om nationalparker i Danmark, men nævnte ingen konkrete eksempler. Den 29. juni 2007 pegede forligspartierne på fem mulige parker, Klithederne i Thy, Mols Bjerge, Skjern Å og senere Kongernes Nordsjælland og Vadehavet, med Klithederne i Thy som den første.
Et område i Thy, klit-, hede- og plantageområder i et bælte langs Vesterhavet, fra Hanstholm-reservatet i nord, til Agger Tange i syd, blev dermed Danmarks første nationalpark.
Før arbejdet fortsatte med nationalparken i Thy, skulle Thisted Kommune godkende forslaget, og først derefter gik ministeren videre med udarbejdelsen af et endeligt forslag for nationalpark Thy. Efter at ministerens forslag havde været i offentlig høring, blev Nationalpark Thy indviet den 22. august 2008.

## Planlægning af nationalparker
I 2001 forslog Wilhjelmudvalget, at der blev oprettet seks nationale naturområder:
- Hede- og klitlandskaber i Thy (klitter, klithede, klitplantage og søer).
- Lille Vildmose-området (højmose, skov, overdrev).
- Mols Bjerge, Stubbe Sø og Helgenæs (overdrev, hede, plantager, sø, kyster og vige).
- Gribskov og Esrum Sø (skov, urørt skov, græsningsskov, sø).
- Det Sydfynske Øhav (strandenge, nor, lavvandede havområder).
- Høje Møn (klinter, skov, overdrev mv.)

I 2002 tilsluttede Miljøministeriet sig, at der blev arbejdet videre med disse forslag. Efter høring af Fyns Amt og de berørte kommuner tog ministeriet Det Sydfynske Øhav af listen. Til gengæld udvidede ministeriet listen med to andre havområder:
- Marin Nationalpark Læsø
- Vadehavet

I 2003–2005 blev der gennemført pilotprojekter i disse syv områder (altså med undtagelse af Det Sydfynske Øhav). I 2003 foreslog Friluftsrådet og Danmarks Naturfredningsforening, at der også blev oprettet nationalparker andre steder. I 2004-2005 gennemførte Friluftsrådet undersøgelsesprojekter for tre områder:
- Det kulturhistoriske Landskab på Roskilde- og Lejreegnen
- Skjern Å
- Åmosen-Tissø

## Status for de foreslåede nationalparker

### Wilhjelmudvalgets forslag
- Nationalpark Thy. Pilotprojektet blev gennemført i 2003-2005. Nationalparken blev indviet den 22. august 2008.
- Lille Vildmose. Pilotprojektet blev gennemført i 2003-2005. Den 29. juni 2007 pegede forligspartierne på fem områder (Thy, Mols Bjerge, Skjern Å og med tiden Kongernes Nordsjælland og Vadehavet). Dermed var Nationalparken i Lille Vildmose valgt fra.[14]
- Nationalpark Mols Bjerge. Pilotprojektet blev gennemført i 2003-2005. Nationalparken blev indviet den 29. august 2009.
- Nationalpark Kongernes Nordsjælland. Pilotprojektet blev gennemført i 2003-2005. Den 11. december 2012 besluttede partierne bag nationalparkloven, at processen omkring Nationalpark Kongernes Nordsjælland skal genoptages.[15]
- Det Sydfynske Øhav. I 2002 sagde nogle af kommunerne og Fyns Amt nej til en pilotundersøgelse. Områdets fem kommuner (Ærø, Faaborg-Midtfyn, Langeland, Svendborg og Assens) samt Region Syddanmark gennemførte selv en undersøgelse i 2009-2011.[16] Langelands kommunalbestyrelse meldte sig ud af projektet i maj 2011.[17] Ved en folkeafstemning på Ærø 15. september 2011 stemte 1876 ja, mens 2581 stemte nej.[18] Den 26. marts 2012 offentliggjorde de tre sydfynske kommuner et forslag uden Ærø og Langeland. Den 11. december 2012 blev dette reducerede forslag afvist af forligspartierne, fordi "forslaget med den nuværende afgrænsning uden Langeland og Ærø kommuner vurderes at mangle et væsentligt helhedselement, hvis der skal være tale om en nationalpark".[19]
- Høje Møn. Pilotprojektet blev gennemført i 2003-2005, hvorefter planerne blev stillet i bero. Den 20. december 2012 vedtog Vordingborg byråd, at arbejdet med at skabe grundlaget for en nationalpark Møn bliver en del af Kystdestinationsprojektet "Oplevelsesbaseret Kystturisme" og at der ved afslutning af kystdestinationsprojektet skal tages stilling til, hvorvidt der skal arbejdes videre med sagen om etablering af nationalpark på Møn.[20]

### Miljøministeriets forslag
- Marin Nationalpark Læsø. Pilotprojektet blev gennemført i 2004-2005. Der var folkeafstemning den 27. september 2005, hvor 516 stemte ja, mens 712 stemte nej.[21]
- Nationalpark Vadehavet. Pilotprojektet blev gennemført i 2003-2005. Nationalparken blev indviet den 16. oktober 2010.

### Friluftsrådets forslag
- Skjoldungelandet. Friluftsrådet gennemførte et undersøgelsesprojekt i 2004-2005. Den 11. december 2012 besluttede partierne bag de danske nationalparker at sige ja til etableringen af Nationalpark Roskilde-Lejre.[22]
- Nationalpark Skjern Å. Friluftsrådet gennemførte et undersøgelsesprojekt i 2004-2005. Den 23. marts 2012 blev planerne opgivet af partierne bag de danske nationalparker.[23]
- Naturpark Åmosen-Tissø. Friluftsrådet gennemførte et undersøgelsesprojekt i 2004-2005. Kalundborg, Sorø og Holbæk kommuner har arbejdet videre med planerne.[24]

## Andre kilder
- Bekendtgørelse af Lov om nationalparker, lovbekendtgørelse nr. 1202 af 28. september 2016, med de ændringer, der følger af § 32 i lov nr. 1715 af 27. december 2016.

### Sekundærlitteratur
- Danmarks Naturfredningsforening: Danmarks nationalparker. Tillæg til Natur og Miljø nr. 3, september 2006.